# Pic de la Portelleta
Pic de la Portelleta – szczyt górski w Pirenejach Wschodnich. Administracyjnie położony jest na granicy Andory (parafia Escaldes-Engordany) z Hiszpanią (prowincja Lleida). Wznosi się na wysokość 2905 m n.p.m.
Na północ od szczytu usytuowana jest przełęcz Coll de Vall Civera (2518 m n.p.m.), na wschód szczyt Muga (2860 m n.p.m.), natomiast na zachodzie położony jest Pic dels Estanyons (2835 m n.p.m.).